# Pecquencourt
Pecquencourt é uma comuna francesa na região administrativa de Altos da França, no departamento do Norte. Estende-se por uma área de 9.6 km². Em 2010 a comuna tinha 6 311 habitantes (densidade: 657,4 hab./km²).